# Clinodiplosis orientalis
Clinodiplosis orientalis är en tvåvingeart som först beskrevs av Rao 1956.  Clinodiplosis orientalis ingår i släktet Clinodiplosis och familjen gallmyggor. Inga underarter finns listade i Catalogue of Life.